# Костин, Пётр Михайлович
 Пётр Михайлович Костин (19.10.1918 — 18.01.1987) — командир расчёта 45-мм пушки 1081-го стрелкового полка (312-я стрелковая дивизия, 69-я армия, 1-й Белорусский фронт) гвардии старший сержант, участник Великой Отечественной войны, кавалер ордена Славы трёх степеней.

## Биография
Родился 19 октября 1918 года в городе Мокшан Мокшанского уезда Пензенской губернии, (ныне посёлок Мокшан Мокшанского района Пензенской области) в семье крестьянина. Русский. 
В 1930 году окончил 4 класса. Работал комбайнёром в колхозе. В 1930-е годы уехал на Дальний Восток, работал на судоремонтном заводе в бухте Курикша (город Советская Гавань Приморского края).
В октябре 1939 года был призван в Красную армию Советско-Гаванским райвоенкоматом. На фронте в Великую Отечественную войну с января 1943 года.  
В 1943 году был дважды ранен. К лету 1944 года сражался в рядах 1081-го стрелкового полка 312-й стрелковой дивизии, был наводчиком 445-мм пушки, затем командиром расчёта.
В первой половине августа 1944 года в составе своего полка участвовал в форсировании реки Висла, захвате и расширении Пулавского плацдарма.
15 августа 1944 года в бою за расширение плацдарма в районе населённого пункта Новы-Яновец (Люблинское воеводство, Польша) гвардии старший сержант Костин прямой наводкой уничтожил 2 пулемёта противника с расчётами. При отражении контратаки орудие находилось непосредственно в боевых порядках пехоты. Артиллеристы нанесли врагу урон в живой силе, помогли пехоте удержать занимаемый рубеж.
Приказом по частям 312-й стрелковой дивизии от 20 августа 1944 года гвардии старший сержант Костин Пётр Михайлович награждён орденом Славы 3-й степени.
До середины 1945 года дивизия вела оборонительные бои на Пулавском плацдарме, с 14 января участвовала в Варшавско-Познанской наступательной операции, части Висло-Одерской наступательной операции. В этих боях гвардии старший сержант Костин командовал расчётом.
14-15 января 1945 года при прорыве обороны противника и преследовании его в направлении города Радом (Польша) расчёт под командованием гвардии старшего сержант Костина уничтожил 3 пулемёта с расчётами и истребил до 15 гитлеровцев.
Приказом по войскам 69-й армии (№ 22/н) от 17 февраля 1945 года гвардии старший сержант Костин Пётр Михайлович награждён орденом Славы 2-й степени.
В боях за город Познань (Польша) в феврале 1945 года временно исполнял обязанности командира взвода. Под огнём противника вывел орудия на открытые огневые позиции. Со своим расчётом уничтожил 5 и подавил огонь трех пулемётных точек, истребил до 30 гитлеровцев. 
Награждён орденом Отечественной войны 2-й степени.
Во время Берлинской наступательной операции 312-я стрелковая дивизия наступала южнее Берлина.
16 апреля 1945 года при прорыве обороны противника в районе города Лебус (Германия) расчёт гвардии старшины Костина разбил 6 пулемётных точек, истребил до взвода гитлеровцев, чем обеспечил захват траншей стрелковыми подразделениями. 21 апреля на берлинском направлении отразил контратаку противника, уничтожил бронетранспортёр и до отделения пехоты. 24 апреля заменил раненого командира взвода, вместе с бойцами отразил 4 вражеские контратаки. Противник понёс значительный урон в живой силе и боевой технике. Когда боезапас был израсходован, поднял взвод в атаку и с помощью захваченных фаустпатронов подавил 2 пулемёта. 
Был представлен к награждению орденом Славы 1 -й степени.
После войн продолжал службу в армии. Член ВКП(б)/КПСС с 1945 года. В марте 1946 года был демобилизован.
Указом Президиума Верховного Совета СССР от 15 мая 1946 года гвардии старшина Костин Пётр Михайлович награжден орденом Славы 1-й степени. Стал полным кавалером ордена Славы.
Жил в Астрахани. Работал контролёром-ревизором Астраханского отделения Приволжской железной дороги. Скончался 18 января 1987 года. Похоронен на кладбище № 2 города Астрахань.

## Награды
- Орден Отечественной войны I степени (6.04.1985)
- Орден Отечественной войны II степени (09.04.1945)[3]

- Орден Славы 1-й степени (15.05.1946)[4][2]
- Орден Славы 2-й степени (17.02.1945)[5][2]
- Орден Славы 3-й степени (20.08.1944)[6][2]

- Медаль «В ознаменование 100-летия со дня рождения Владимира Ильича Ленина» (6 апреля 1970)
- Медаль «За победу над Германией в Великой Отечественной войне 1941—1945 гг.» (9 мая 1945[7])
- Юбилейная медаль «Двадцать лет Победы в Великой Отечественной войне 1941—1945 гг.» (7 мая 1965[8])
- Юбилейная медаль «Тридцать лет Победы в Великой Отечественной войне 1941—1945 гг.»[9]
- Медаль «Сорок лет Победы в Великой Отечественной войне 1941-1945 гг.»[10]
- Юбилейная медаль «50 лет Победы в Великой Отечественной войне 1941—1945 гг.»[11]
- Медаль «Ветеран труда»
- Юбилейная медаль «50 лет Вооружённых Сил СССР» (26 декабря 1967[12])
- Юбилейная медаль «60 лет Вооружённых Сил СССР» (28 января 1978[13])
- Знак «25 лет победы в Великой Отечественной войне» (1970)

## Память
В городе Астрахань на доме где жил ветеран (ул. 28-й Армии, 10, корп. 2) установлена мемориальная доска.